# Svadbe neće biti
Svadbe neće biti är ett musikalbum från 1995 av sångerskan Viki Miljković.

## Låtlista
1. Svadbe neće biti
2. 13 dana
3. Dobri i zli
4. Nebeske suze
5. Srbija
6. Minut ćutanja
7. Ponedeljak
8. Hit leta